# 1833 في إسبانيا
فيما يلي قوائم الأحداث التي وقعت خلال عام 1833 في إسبانيا.

## سياسة

### انتهاء فترة المنصب
- 29 سبتمبر – فيرناندو السابع ملك إسبانيا ملك إسبانيا.

## مواليد

### يناير
- 1 يناير – كريستوفر بيرس باستور

### فبراير
- 6 فبراير – خوسيه ماريا دي بيريدا كاتب إسباني.

### مارس
- 10 مارس – بيدرو أنطونيو دي ألاركون روائي إسباني.
- 22 مارس – مانويل رويث ثوريا سياسي إسباني.

### مايو
- 17 مايو – مانويل مورجيا كاتب إسباني.

### يونيو
- 2 يونيو – سيجسموندو موريت سياسي وكاتب إسباني.

### سبتمبر
- 26 سبتمبر – فرنندث فرنشكو إي جونثالث

## وفيات

### فبراير
- 6 فبراير – فاستو إلهاير (مواليد 1755) كيميائي إسباني.

### سبتمبر
- 29 سبتمبر – فيرناندو السابع ملك إسبانيا (مواليد 1784)